# Crispening-Effekt
Beim Crispening-Effekt handelt es sich um einen optischen Effekt, der dadurch gekennzeichnet ist, dass der wahrgenommene Farbunterschied zweier Farben durch einen ähnlichen Hintergrund vergrößert wird. Das Wort Crispening kommt aus der englischen Sprache und bedeutet in diesem Zusammenhang etwa so viel wie ‚klar/knackig/knusprig werden‘.

## Beschreibung

Beispiel für den Crispening-Effekt. Die beiden Farbfelder in den drei Quadraten unterscheiden sich farblich nur geringfügig (#6C8875 oben, gegenüber #597361 unten). In allen Quadraten sind sowohl die oberen, als auch die unteren Rechtecke völlig identisch. In einer Umgebung mit großem Farbkontrast zu den Rechtecken (linkes und rechtes Quadrat) sind diese kaum voneinander zu unterscheiden. In einem Umfeld, dessen Farbort zwischen den beiden Farben liegt (#627D6A, siehe Bildmitte), wird der Farbunterschied dagegen sehr deutlich.

Die Art und Weise wie Helligkeit eines Lichtreizes wahrgenommen wird hängt nicht nur von den Eigenschaften des Lichtreizes selbst, sondern auch von dem Umfeld des Lichtreizes ab. So kann eine Fläche abhängig von der Hintergrundhelligkeit unterschiedlich hell wirken: bei einem dunklen Hintergrund heller als bei einem hellen Hintergrund. Wenn die Hintergrundhelligkeit und die Helligkeit des Lichreizes ähnliche Werte annehmen, so kann man den Crispening-Effekt beobachten: bei zwei sehr ähnlichen Lichtreizen wird deren Helligkeitsunterschied stärker wahrgenommen, wenn der Wert der Hintergrundhelligkeit zwischen denen der beiden Lichtreize liegt.
Der Crispening-Effekt wurde gegen Ende der 1960er Jahre vor allem von dem Japaner Hiroshi Takasaki und dem US-Amerikaner Carl C. Semmelroth wissenschaftlich untersucht.

## Weiterführende Literatur
- J. H. Xin, C. C. Lam, M. R. Luo: Evaluation of the crispening effect using CRT-displayed colour samples. In: Color Research & Application. 29, 2004, S. 374–380, doi:10.1002/col.20045.
- N. Belaid, J.-B. Martens: Grey scale, the "crispening effect", and perceptual linearization. In: Signal Processing. 70, 1998, S. 231–245,
- M. E. McCourt, B. Blakeslee: Contrast-matching analysis of grating induction and suprathreshold contrast perception. In: Journal of the Optical Society of America. A, Optics, image science, and vision. Band 11, Nummer 1, Januar 1994, S. 14–24, ISSN 1084-7529. PMID 8106910. doi:10.1016/S0165-1684(98)00126-1.
- P. Whittle: Brightness, discriminability and the "crispening effect". In: Vision research. Band 32, Nummer 8, August 1992, S. 1493–1507, ISSN 0042-6989. doi:10.1016/0042-6989(92)90205-W PMID 1455722.
- P. L. Emerson, C. C. Semmelroth: Filter model for lightness and brightness on different backgrounds. In: Journal of the Optical Society of America. Band 65, Nummer 10, Oktober 1975, S. 1101–1105, ISSN 0030-3941. PMID 1185294.